# Voorste Brug
Voorste Brug is een buurtschap in de gemeente Valkenswaard in de Nederlandse provincie Noord-Brabant. Het ligt 7,5 kilometer ten zuidwesten van de plaats Valkenswaard, een kilometer ten oosten van de N69. Samen met Achterste Brug omvatten de buurtschappen circa 25 huizen met circa 65 inwoners. De naam verwijst naar twee bruggen die vroeger over de Dommel lagen, in de tijd dat de rivier een andere loop had en de buurtschappen doorkruiste.
Dorpen: Borkel · Dommelen · Schaft · Valkenswaard

Buurtschappen: Achterste Brug · Deelshurk · De Kapel · Heuvel · Hoek · Hoeve · Keersop · Venbergen · Voorste Brug · Zeelberg

Noord-Brabant: Steden en dorpen      Nederland: Provincies · Gemeenten